# 6088 Hoshigakubo
6088 Hoshigakubo eller 1988 UH är en asteroid i huvudbältet som upptäcktes den 18 oktober 1988 av den japanska astronomen Tsutomu Seki vid Geisei-observatoriet. Den är uppkallad efter Hoshigakubo i japan.